# Caça major (pel·lícula)
Caça major (originalment en anglès, Big Game) és una pel·lícula finlandesa del 2014 d'acció i d'aventures dirigida per Jalmari Helander, basada en la història original de Helander i Petri Jokiranta. La pel·lícula és protagonitzada per Samuel L. Jackson, Onni Tommila, Felicity Huffman, Victor Garber, Ted Levine, Jim Broadbent i Ray Stevenson. El 27 de juliol de 2022 es va estrenar la versió doblada al català per TV3.
Estrenada al Festival Internacional de Cinema de Toronto, la pel·lícula va ser ben rebuda en general, l'IGN digué que fou: "un viatge als anys 80 i una pel·lícula d'aventures dels 90 amb una mica de violència còmica."

## Producció
El pressupost de la pel·lícula va ser de 8,5 milions d'euros, per la qual cosa és la pel·lícula més cara mai produïda a Finlàndia.

## Estrena

### Taquilla
Caça major va obrir a Finlàndia el 20 de març del 2015 com a número 4, tot guanyant 324.321 dòlars en 113 cinemes. La setmana següent va pujar dos llocs fins al número 2, però va caure un -38% en acabar el cap de setmana amb 199,996 dòlars en 103 pantalles La pel·lícula havia recaptat 1.041.463 euros el 26 d'abril.
Al 17 de maig del 2015, la pel·lícula havia recaptat un total mundial de 7.455.218 dòlars.

### Recepció crítica
La pel·lícula va rebre crítiques generalment positives dels crítics. A la pàgina web Rotten Tomatoes, la pel·lícula té una qualificació de 76% basada en 78 crítiques, amb una qualificació mitjana de 6,1/10. A Metacritic, la pel·lícula té una puntuació de 53 sobre 100, el que indica "crítiques mixtes", amb base en els comentaris de 18 crítics.